# ميغيل دي سوزا
ميغيل دي سوزا (بالإنجليزية: Miguel de Souza)‏ (11 فبراير 1970 في المملكة المتحدة - ) هو لاعب كرة قدم بريطاني في مركز الهجوم. لعب مع برايتون أند هوف ألبيون وبرمنغهام سيتي وبوريهام وود إف سي وتشارلتون أثلتيك وروشدين ودايموندز ونادي بريستول سيتي ونادي بوري ونادي بيتربورو يونايتد ونادي روتشديل ونادي ساوثيند يونايتد ونادي فارنبوروه وويكمب وندررز ويوفل تاون وسانت ألبانز سيتي وDorchester Town F.C. ‏ وBashley F.C. ‏ وداغنهام وريدبريدج وClapton F.C. ‏ ودولويتش هاملت وEast Ham United F.C. ‏ ونادي بوسطن يونايتد ونادي ويلدستون لكرة القدم.

## وصلات خارجية
- ميغيل دي سوزا على موقع قاعدة بيانات كرة القدم.إي يو (الإنجليزية)
- ميغيل دي سوزا على موقع Soccerbase.com (لاعب) (الإنجليزية)